# Eine Stunde mit Dir
Eine Stunde mit Dir (Original: One Hour with You) aus dem Jahr 1932 ist ein amerikanisches Musical, das von Ernst Lubitsch produziert und unter Mitwirkung von George Cukor inszeniert wurde. Der Film ist eine Neuverfilmung von Lubitschs Stummfilmkomödie Die Ehe im Kreise (Original: The Marriage Circle) von 1924. Beide basieren auf dem erstmals 1909 aufgeführten Lustspiel Nur ein Traum von Lothar Schmidt.

## Handlung
Doktor Bertier, ein erfolgreicher Pariser Frauenarzt, liebt seine schöne Frau. Doch als Charmeur riskiert er auch einen Blick auf andere schöne Frauen. Mitten im Regen teilen sich er und eine unbekannte Schöne ein Taxi, was ihn zu einem ausgedehnten Flirt veranlasst. Sobald er aber an seine eigene Frau denken muss, verlässt er überstürzt das Taxi. 
Doch alles ist vergebens, denn ausgerechnet diese schöne Unbekannte wird ihm eines Tages als die beste Freundin seiner eigenen Frau vorgestellt. Mitzi, so ihr Name, macht keinen Hehl daraus, dass sie ihn überaus attraktiv findet. Sie stellt sich einfach krank und ausgerechnet Bertiers eigene Frau nötigt ihren Mann, ihre kranke Freundin nicht im Stich zu lassen, als dieser sich weigert, diese daheim aufzusuchen. So nimmt das Schicksal seinen Lauf. 
Erst als seine Frau dahinterkommt, betrügt sie ihn ihrerseits – eifersüchtig wie sie ist – mit einem Liebhaber. Trotz aller Komplikationen kommt es zum Happy End.

## Hintergrund
Mit dem Aufkommen des Tonfilms wurde das Genre des Musicals zwangsläufig sehr populär. Das Überangebot führte Mitte 1930 zu einem rapiden Nachlassen des Publikumsinteresses. Erst der Erfolg von Eine Stunde mit Dir brachte die Wende. Waren bis dahin die meisten Filme noch eine lose Abfolge von Gesangsnummern, die kaum durch Handlung verbunden waren, so machte Lubitsch die Lieder zum integralen Bestandteil der Handlung. 
Der Film basierte auf der Operette Nur ein Traum von Lothar Schmidt, die Lubitsch bereits 1924 unter dem Titel The Marriage Circle mit Florence Vidor und Monte Blue verfilmt hatte. Lubitsch überwachte zunächst die Vorbereitungen, als ihn die Probleme mit seinem Antikriegsfilm Der Mann, den sein Gewissen trieb dazu zwangen, die Regie auf George Cukor zu übertragen. Eine Stunde mit dir ging schließlich am 13. November 1931 in Produktion, mit Lubitsch als ausführenden Produzenten. Von Anbeginn an gab es Spannungen zwischen Cukor und Lubitsch. Der Streit eskalierte, als Lubitsch Einsicht in die täglichen Aufnahmen verlangte. Das Studio beschloss daraufhin, Lubitsch neben Cukor als Regisseur einzusetzen. Schlussendlich verlangte Lubitsch die alleinige Nennung als Regisseur, woraufhin Cukor das Studio verklagte. Die gerichtliche Auseinandersetzung endete mit Cukors Antrag auf Erlass einer einstweiligen Verfügung gegen den Filmverleih am 8. März 1932. Cukor bekam zwar Recht, doch war Eine Stunde mit Dir bereits in den nationalen Verleih gegangen. In den Kopien wurde nur Lubitsch als Regisseur benannt. Der Streit führte schließlich dazu, dass Cukor ein Angebot von David O. Selznick akzeptierte und zu RKO wechselte. 
Der Film vereinigte erneut das populäre Leinwandpaar Maurice Chevalier und Jeanette MacDonald, die schon 1929 bei Liebesparade zusammenspielten. Chevalier war mit dem Aufkommen des Tonfilms Paramounts größter Leinwandstar, doch trafen die nachfolgenden Filme immer weniger den Publikumsgeschmack. Beide Stars sollten 1934 in Lubitschs Version von Die lustige Witwe nochmals gemeinsam vor die Kamera treten, allerdings erst, nachdem Grace Moore in der Rolle der Witwe abgelehnt wurde. 
Ursprünglich wollte Lubitsch die Rolle der Mitzi mit der aufstrebenden Kay Francis besetzen, doch die Schauspielerin war bereits anderweitig verpflichtet. Erst Monate später drehte sie dann mit Lubitsch Ärger im Paradies.
Gleichzeitig mit der englischsprachigen Version wurde die französische Version Une heure près de toi gedreht, in der Lili Damita die Rolle der Mitzi Olivier übernahm.

## Auszeichnungen
Der Film wurde für den Oscar als Bester Film der Saison 1931/1932 nominiert. 

## Kritiken
Der Film wurde von der Kritik mit Lob und Anerkennung aufgenommen. 
Die New York Times hatte allerdings Probleme, den Film einzuordnen und nannte Eine Stunde mit Dir: 
almost an operetta.
beinahe eine Operette.
Motion Picture Herald, eine bekannte Fachzeitschrift der Tage warnte vor dem etwas frivolen Inhalt: 
[it is] a bit risque for small town audiences. […] neighborhood theatres should [it] play away from Sundays.
[Er ist] für das Kleinstadtpublikum ein wenig gewagt. […] Vorort-Kinos sollten [ihn] Sonntags besser nicht  spielen.